# Roseta (ornamento)

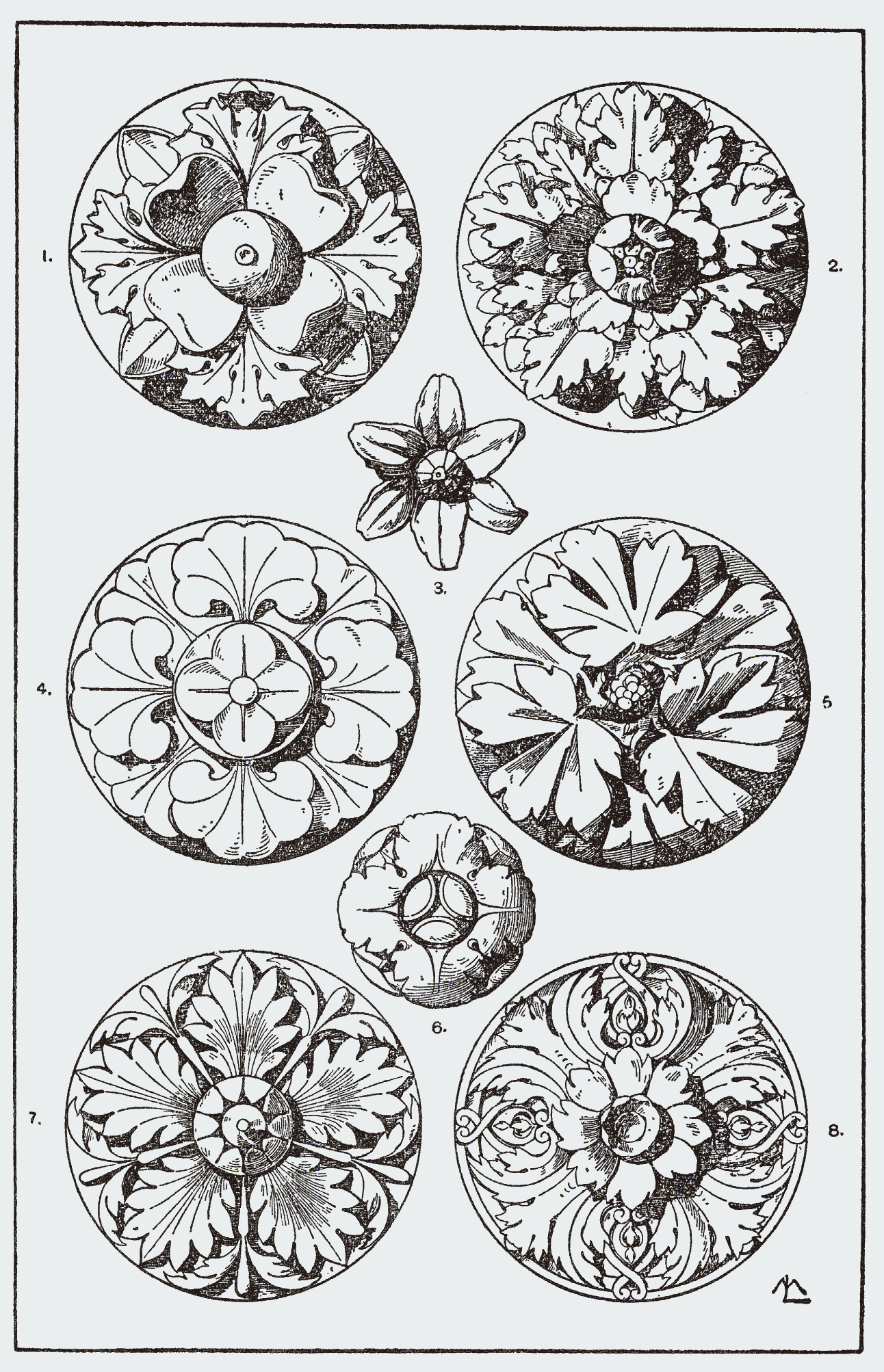
Rosetas do Meyer's Handbook of Ornament

A roseta é um desenho em forma de uma flor estilizada redonda, amplamente usado como motivo escultórico desde a antiguidade. Apareceu na Mesopotâmia e foi usado para decorar estelas funerárias na Grécia Antiga, tendo mais tarde sido adotado na arquitetura românica e renascentista. É igualmente um motivo comum na arte da Ásia Central, estendendo-se até à Índia, onde é utilizado como um elemento decorativo na arte Greco-Budista.
A roseta deriva da forma natural da roseta na botânica, formada por folhas que irradiam desde o caule de uma planta e que são visíveis mesmo após a flor ter murchado. É muitas vezes esculpida em pedra ou madeira para criar ornamentos decorativos para arquitetura ou móveis, e é um motivo comum na serralharia, na joalharia e nas artes aplicadas na interceção de dois materiais diferentes, ou para formar uma borda decorativa.
As rosetas são também usadas na decoração de condecorações militares e de instrumentos musicais, como por exemplo no perímetro da boca das guitarras acústicas.

## Origens
Uma das primeiras aparições da roseta na arte antiga ocorreu no início do quarto milénio a.C. no Antigo Egito. Outra aparição precoce da roseta na zona do Mediterrâneo aconteceu na Civilização Minoica; por exemplo, foram encontradas rosetas no conhecido Disco de Festo, encontrado nas ruínas de Festo, no sul de Creta.